# Israel Souza Lima
Israel Souza Lima (Mundo Novo, Bahia, 16 de outubro de 1924 — São Paulo, 15 de agosto de 2024) foi um bibliófilo, pesquisador bibliográfico e escritor. Dedicou mais de meio século à "hercúlea tarefa de pesquisar, organizar, comentar e publicar as biobibliografias dos 40 patronos da Academia Brasileira de Letras", publicadas pela Coleção Afrânio Peixoto da ABL.

## Dados biográficos
Nasceu na Fazenda Boa Esperança, na comarca baiana de Mundo Novo, filho de Everaldino da Silva Lima e Ernestina de Souza Lima. Em 1935 a família mudou-se para uma casa na cidade próxima de Pirituba, onde Israel frequentou o grupo escolar. Desde cedo revelou-se seu interesse pelos livros. Na vida adulta, mudou-se para São Paulo, onde se tornou assíduo frequentador de livrarias e sebos. Em 1952 casou-se com Elvira Tabarini Lima, com quem teve um filho, Alcyr. Foi proprietário da Foto Ótica Rio, em São Paulo. Recebeu três medalhas por seu trabalho de pesquisa bibliográfica, que resultou em 21 obras publicadas pela Academia Brasileira de Letras (ABL).

## Prêmios
Medalha João Ribeiro da ABL em 1996

Medalha Machado de Assis da ABL em 2014

Medalha João Francisco Lisboa da Academia Maranhense de Letras

## Obras publicadas
Pela Coleção Afrânio Peixoto da Academia Brasileira de Letras, publicou os seguintes volumes da Biobibliografia dos Patronos (levantamento minucioso de todas as edições de todas as obras dos escritores, além de uma síntese cronológica ano a ano de suas vidas):
- 01 - Adelino Fontoura e Álvares de Azevedo
- 02 – Artur de Oliveira e Basílio da Gama
- 03 – Bernardo Guimarães e Casimiro de Abreu
- 04 – Castro Alves
- 05 - Cláudio Manuel da Costa, Domingos Gonçalves de Magalhães, Evaristo da Veiga
- 06 – Fagundes Varela e França Júnior
- 07 – Francisco Otaviano de Almeida Rosa e Franklin Távora
- 08 – Gonçalves Dias
- 09 – Gregório de Matos Guerra e Hipólito José da Costa
- 10 – João Francisco Lisboa e Joaquim Caetano da Silva
- 11 – Joaquim Manuel de Macedo
- 12 – Joaquim Serra e José Bonifácio, o Moço
- 13 – José de Alencar
- 14 – Júlio Ribeiro, Junqueira Freire, Laurindo Rabelo
- 15 – Maciel Monteiro e Manuel Antônio de Almeida
- 16 – Martins Pena, Pardal Mallet, Pedro Luís
- 17 – Manuel de Araújo Porto-Alegre, Raul Pompeia
- 18 – Sousa Caldas, Tavares Bastos, Teófilo Dias
- 19 - Tomás Antônio Gonzaga e Tobias Barreto
- 20 – Francisco Adolfo de Varnhagen e Visconde do Rio Branco[4]

Além dos vinte volumes da Biobibliografia dos Patronos, publicou também no Volume 33 da Coleção Afrânio Coutinho da ABL:
- Aluísio Azevedo: O Surgimento do Naturalismo na Literatura Brasileira (edição comemorativa dos 160 anos de nascimento  do autor)[5]